# Chamizal

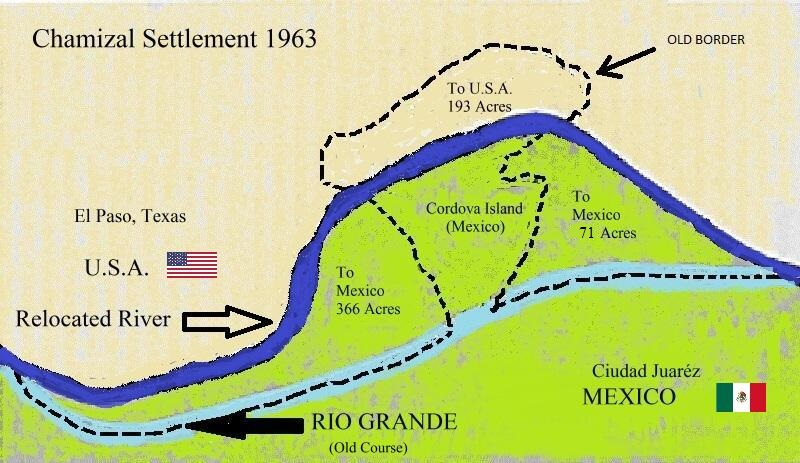
Mapa do "Chamizal Settlement" em 1963

Chamizal é um território localizado no atual estado de Chihuahua, no México, e que por alterações no curso do rio Bravo, ficou do lado norte do mesmo, pelo que ocorreu um litígio para o recuperar.

## Disputa de Chamizal
A disputa de Chamizal foi um litígio fronteiriço em relação a aproximadamente 2.4 km² na Fronteira Estados Unidos-México, entre El Paso, Texas e Ciudad Juárez, Chihuahua. Foi causada pelas diferenças no talvegue do rio Bravo entre o analisado em 1852 e o atual canal do rio.

## Origem: 1848-1895
O Tratado de Guadalupe Hidalgo e o Tratado de 1884 foram os acordos originalmente responsáveis pelo estabelecimento da fronteira internacional, os quais especificavam que a linha central do Rio Bravo era a fronteira, independentemente de qualquer alteração nos canais ou margens. O tratado de 1884 afirmava que as alterações tinham que resultar gradualmente por causas naturais. Esta disposição seguia a doutrina estabelecida desde há muito sobre direito internacional, que quando uma mudança no percurso de um rio fronteiriço seja causada por depósitos de aluvião, a fronteira muda com o rio, mas se for devida a ação rápida da água, o antigo canal permanece como fronteira.
O rio continuamente foi deslocando-se para sul entre 1852 e 1868, com o deslocamento mais radical a ocorrer depois de uma cheia em 1864. Até 1873 o rio movera-se de modo a alterar a margem em 2.4 km² de terra emersa. O novo território exposto passou a ser conhecido como ‘’El Chamizal’’, mas eventualmente o terreno foi incorporado como parte de El Paso. Tanto o México como os Estados Unidos reclamaram o território. Em 1895, cidadãos mexicanos arquivaram o caso no Tribunal Primário de Juárez para reclamar o terreno.

## Disputas e Controvérsia: 1895-1963
Em 1910 o México e os E.U.A. acordaram sobre as regras de arbitragem para resolver o conflito, e o tribunal investigou e deliberou sobre se a mudança do rio foi gradual, se as fronteiras estabelecidas pelos tratados eram fixas e se o tratado de 1884 se aplicava. O México argumentava que a fronteira nunca tinha mudado e por tanto o Chamizal era tecnicamente território mexicano, enquanto os Estados Unidos argumentavam que a convenção de 1884 se aplicava, e que a fronteira era resultado de erosão gradual, e por isso a propriedade lhes pertencia.
O tribunal recomendou nesse ano que a parte da zona em disputa que fica entre o leito do rio, analisada em 1852, e o meio do rio em 1864 seriam parte dos Estados Unidos e que o restante da zona seria parte do México. Os Estados Unidos recusaram a proposta, com o argumento de que não se cumpriam os acordos de arbitragem, fomentando uma disputa entre os dois governos e a má vontade.
Durante este período de incerteza, parte da terra localizada no meio do rio passou a ser conhecida como Ilha de Córdoba. Em certo modo era uma ilha pertencente ao México dentro dos E.U.A. pelo que havia pouco controlo sobre o território.
Entre 1911 e 1963 muitas tentativas foram feitas por vários presidentes para solucionar o problema. Entre as propostas estavam: perdoar a dívida, intercâmbio por outro território ao longo do Rio Bravo, compra direta da zona e a inclusão do Chamizal no projeto de retificação do Rio Bravo. A disputa continuou afetando as relações México-Estados Unidos até que John F. Kennedy aceitou estabelecer a fronteira na base da arbitragem de 1911. Esperava-se que a resolução da disputa fortalecesse a “Aliança para o Progresso” e solidificasse a Organização dos Estados Americanos.

## Resolução: 1963
A disputa foi formalmente dada por finda em 14 de janeiro de 1963, quando Estados Unidos e México ratificaram um tratado que seguiu as recomendações da arbitragem de 1911. O acordo concedia ao México 1.5 km² da área do Chamizal e aproximadamente 28 hectares a leste da adjacente ilha de Córdoba. Embora não se realizasse qualquer pagamento por parte de nenhum dos dois governos, os Estados Unidos receberam uma compensação por parte de um banco mexicano privado, por 382 estruturas incluídas na transferência. Os Estados Unidos também receberam do México 78 hectares da Ilha de Córdoba, e os dois países acordaram repartir equitativamente os custos de construir uma margem artificial pelo rio. Em 1964 os presidentes Adolfo López Mateos e Lyndon B. Johnson reuniram-se na fronteira para terminar oficialmente a disputa. Em Outubro de 1967, Johnson reuniu-se com o presidente Gustavo Díaz Ordaz na fronteira e formalmente foi realizada a entrega de Chamizal.
Um dos pontos da Convenção do Chamizal foi construir uma margem artificial para prevenir que o Rio Bravo voltasse a mudar a fronteira internacional no futuro. O canal foi construído em betão (concreto) com 51 metros de largura na parte superior e 4,6 metros de profundidade. Os dois governos compartiram o custo do canal, incluindo o de três novas pontes. Um monumento (en:Chamizal National Memorial) foi construído em finais da década de 1960 para aumentar o conhecimento do visitante sobre a cooperação, a diplomacia e os valores culturais como meios básicos para a resolução de conflitos.